# Extrator de suco

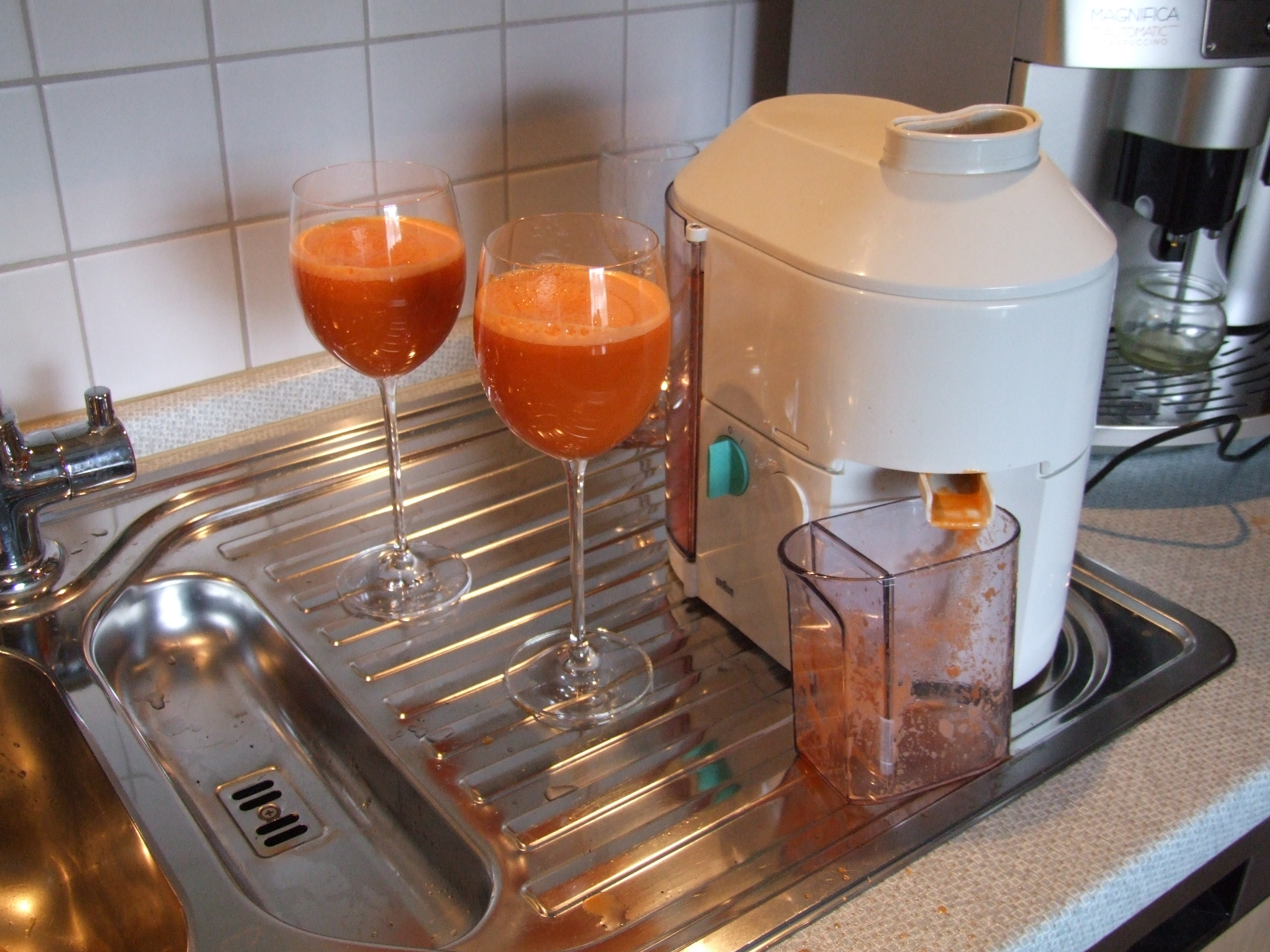
Espremedor centrífugo elétrico

Um extrator de suco (português brasileiro) ou centrifugadora de sumos (português europeu), também conhecido como juicer, é um eletrodoméstico usado para extrair suco de frutas, ervas, verduras e outros tipos de vegetais em um processo chamado suco. Ele esmaga, tritura e / ou espreme o suco da polpa.
Alguns tipos de juicers também podem servir como processadores de alimentos. A maioria das engrenagens gêmeas e espremedores horizontais de mastigação contam com acessórios para triturar ervas e especiarias, extrusar macarrão ou pão em palitos, fazer comida para bebês e manteiga de nozes, moer café, fazer leite de nozes, etc.

## Tipos

### Escareadores
Espremedores são usados para a extração de suco de frutas cítricas, como toranjas, limões, limas e laranjas. O suco é extraído pressionando ou triturando um cítrico cortado ao meio ao longo do centro cônico estriado de um espremedor e descartando a casca. Alguns espremedores são estacionários e exigem que o usuário pressione e vire a fruta, enquanto outros são elétricos, girando automaticamente o centro estriado quando a fruta é pressionada.

### Juicers centrífugos
Um juicer centrífugo corta frutas ou vegetais com uma lâmina de corte plana. Em seguida, gira o produto em alta velocidade para que o suco se separe da polpa.

### Juicers de mastigação
Um juicer mastigador conhecido juicer a frio ou juicer lento usa uma única verruma para compactar e esmagar os produtos em pequenos pedaços antes de espremer seu suco ao longo de uma tela estática enquanto a polpa é retirada por uma saída separada. 

### Juicers de trituração
Juicers de trituração (ou juicers de engrenagem dupla) têm duas brocas iguais para esmagar e prensar os produtos.

### Prensa de suco
Uma prensa de sucos, assim como uma prensa de frutas ou de vinho, é uma prensa de grande escala utilizada produção agrícola. Essas impressoras podem ser fixas ou móveis. Uma prensa móvel leva vantagem por poder ser movida de um pomar para outro. O processo é usado principalmente para maçãs e envolve uma pilha de purê de maçã, envolto em um tecido de malha fina, que é então prensado em aproximadamente 40 toneladas. Essas máquinas são populares na Europa e depois chegaram à América do Norte.

### Extrator de suco a vapor
Um extrator de suco a vapor de fogão é geralmente uma panela para gerar vapor que é usado para aquecer um lote de bagas (ou outra fruta) em uma panela perfurada empilhada sobre um recipiente coletor de suco que está acima da panela a vapor. O suco é extraído sem nenhum meio mecânico, por isso é notavelmente límpido e, devido ao aquecimento a vapor, também é pasteurizado para ser armazenado a longo prazo.